# Sarah Sartor
Sarah Sartor (* 18. Februar 1990) ist eine ehemalige deutsche Skeletonpilotin.

## Karriere
Sarah Sartor kommt aus Altenberg im Erzgebirge. Im Jahr 2003 begann sie unter dem Eindruck ihrer erfolgreichen Tante Diana Sartor mit dem Skeletonsport. Im SSV Altenberg wurde sie von Dirk Grundmann trainiert. Bei der Polizei Sachsen machte sie eine Ausbildung zur Polizistin. Ab 2005 gehörte sie dem deutschen Nationalkader an. Ihr erstes bedeutenderes Rennen bestritt Sartor gegen Ende des Jahres 2004 bei den deutschen Juniorenmeisterschaften, wo sie am Königssee Neunte wurde. Im folgenden Januar wurde sie 14. bei den deutschen Meisterschaften. 2006 folgte Platz 16 und Rang zwei hinter Marion Trott bei den deutschen Juniorenmeisterschaften. Im Februar 2006 debütierte Sartor im Skeleton-Europacup. In Winterberg kam sie als Neunte sofort in die Top Ten. Als Sechste erreichte sie in Königssee 2007 ihr bislang bestes Resultat bei Deutschen Meisterschaften. Seit der Saison 2007/08 tritt Sartor regelmäßig im Europacup an. In Cesana fuhr sie im Dezember 2007 als Dritte erstmals auf das Podest. In der Gesamtwertung belegte sie Platz sechs. Im Februar 2008 wurde sie in Igls 13. der Juniorenweltmeisterschaften. Zu Beginn der Saison 2008/09 fuhr Sartor im Europacup zu ihren ersten großen Erfolgen. In Winterberg wurde sie hinter der Überraschungssiegerin Delia Andreea Ivas Zweite, auf ihrer Heimbahn in Altenberg gewann sie anschließend zwei Rennen vor Sophia Griebel. Zum Ende der Saison gewann sie in Cesana ein drittes Rennen und gewann die Gesamtwertung vor Jelena Judina, die ebenfalls drei Saisonrennen gewann, und Griebel.
Bis 2013 gehörte Sator der Nationalmannschaft an.

## Sonstiges
Im April 2014 nahm Sartor gemeinsam mit ihrer Tante Diana Sartor mit der Pension Sartor an einer Folge der VOX-Doku Mein himmlisches Hotel teil.
Seit 2014 ist sie Vizepräsidentin des SSV Altenberg.